# 荒川温泉 (長崎県)

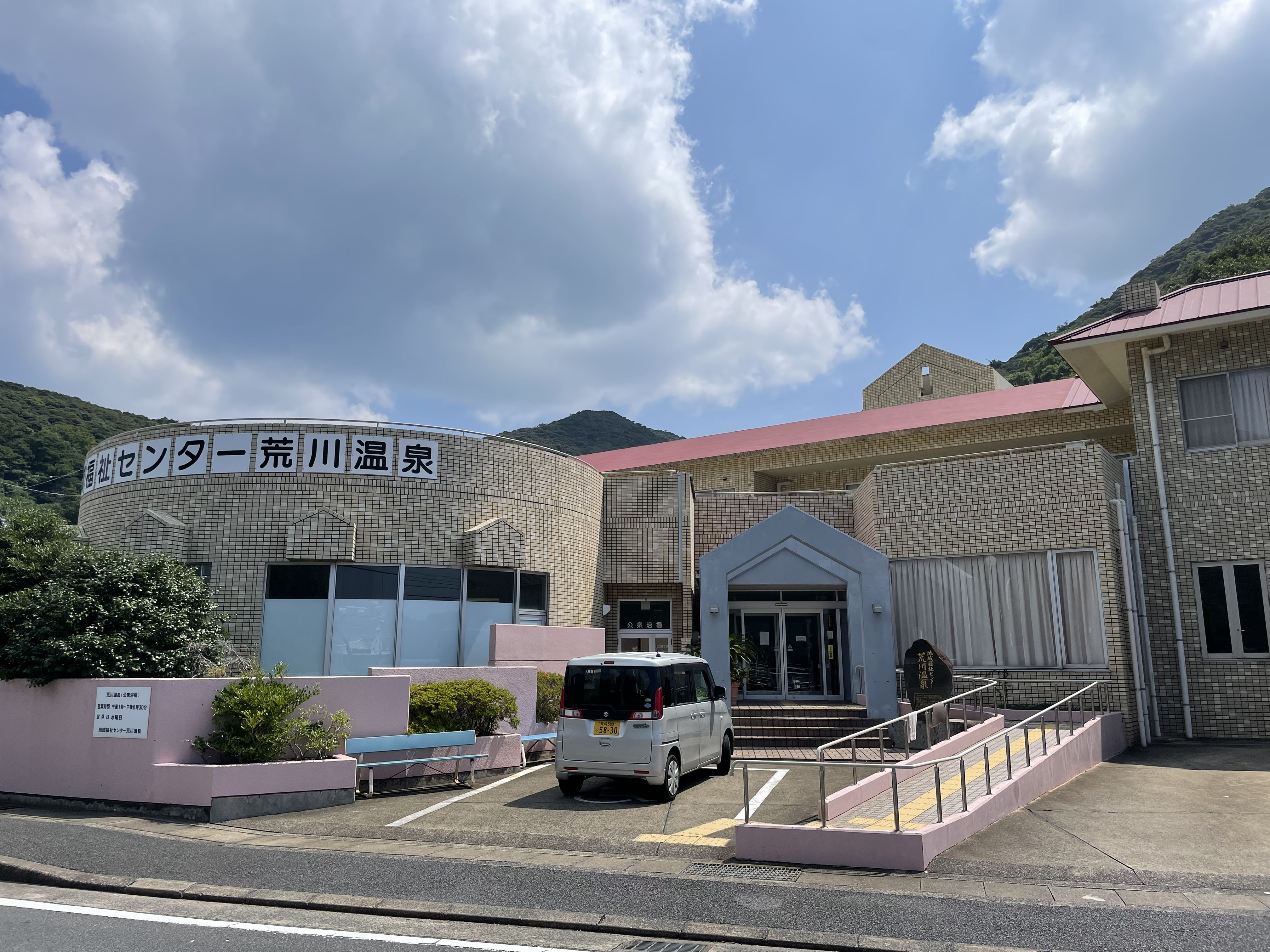
地域福祉センター荒川温泉

荒川温泉（あらかわおんせん）は、長崎県五島列島の福江島（五島市玉之浦町荒川）にある温泉。

## 泉質
- 塩化物泉
  - 源泉温度73℃

## 温泉街
宿泊施設は4軒、共同浴場は1軒「荒川温泉」が存在する。

## 歴史
発見は1914年（大正3年）3月14日のことで近所の山下佐太郎という少年が発見し、最初は地区経営の温泉センターが建てられた。しかし、赤字により解散し、1918年（大正7年）3月に豆谷源蔵が落札し経営権が移譲された。

## 五島市管理の温泉源
温泉源のうち五島市が管理しているものが3つある。

### オラビ崎温泉源
オラビ崎温泉源は1964年（昭和39年）から1965年（昭和40年）にかけて掘削された自噴式の温泉源。温度71.4℃、毎分240リットル。玉之浦町国民宿舎・母子休養ホーム「七岳荘」や養護老人ホームで利用されていた。
荒川温泉に1966年（昭和41年）7月1日に開設された玉之浦町国民宿舎・母子休養ホーム「七岳荘（ななつだけそう）」は、鉄筋コンクリート2階建ての建物で、国民宿舎部分（1階に和室、食堂など、2階に宿泊室や大浴場）と母子休養ホーム部分（1階に宿泊室6室など、2階に和室の宿泊室8室など）があった。しかし、1989年（平成元年）1月31日付で廃止となり、翌2月1日付で売却された後に解体された。
2010年（平成22年）以降は未使用状態となっていたが、2025年（令和7年）のプロポーザル方式の事業者公募でアイランド・ボイスが選定されホテル開発が計画されている。

### 七岳温泉源
七岳温泉源は1990年（平成2年）から1991年（平成3年）にかけて掘削された動力揚湯式の温泉源。温度53.2℃、毎分104リットル。
養護老人ホーム「たちばな荘」で利用されているが、余剰分は七岳川に放流されていたため、2025年の事業者公募で双日五島開発が余剰分の利用の権利を得て同社のリゾートホテルに運んで利用されることになった。

## アクセス
福江島の西海岸に位置し、玉之浦湾にある荒川漁港周辺に温泉街が広がる。
- 福江港よりバスで約50分。
- 福江空港よりタクシーで約30分